# Hochfeld (Namibia)
Hochfeld ist eine Siedlung in Namibia, rund 150 Kilometer nordöstlich von Windhoek. Hochfeld liegt im Wahlkreis Omatako, auf etwa 1570 m Höhe, an der Kreuzung der Hauptstraßen C30 und C31. Der Ort erfüllt gewisse Versorgungsfunktionen für das dünn besiedelte Umland. So befinden sich hier unter anderem eine Polizeistation, eine Herberge, eine Tankstelle und ein unbefestigter Landeplatz.